# (20731) Mothédiniz
(20731) Mothédiniz, désignation internationale (20731) Mothediniz, est un astéroïde de la ceinture principale.

## Description
(20731) Mothediniz est un astéroïde de la ceinture principale. Il fut découvert le 9 décembre 1999 à la station Anderson Mesa par le programme LONEOS. Il présente une orbite caractérisée par un demi-grand axe de 3,01 UA, une excentricité de 0,08 et une inclinaison de 10,2° par rapport à l'écliptique.

## Compléments